# Lithocarpus chiungchungensis
Lithocarpus chiungchungensis är en bokväxtart som beskrevs av Woon Young Chun och Pui Cheung Tam. Lithocarpus chiungchungensis ingår i släktet Lithocarpus och familjen bokväxter.
Artens utbredningsområde är Hainan (Kina). Inga underarter finns listade.